# Thomas Friborn
Thomas Friborn, född 27 maj 1956 i Spånga, död 23 augusti 1977 i Vällingby, var en svensk skådespelare.
Det två sista filmerna som han medverkade i hade biopremiär fyra månader efter hans död. Thomas Friborn är begravd på Norra begravningsplatsen utanför Stockholm.

## Filmografi
- 1972 – De hemligas ö (TV-serie)
- 1973 – Stenansiktet
- 1977 – Mackan
- 1977 – Bluff Stop